# Eunidia infirma
Eunidia infirma är en skalbaggsart som beskrevs av Stefan von Breuning 1939. Eunidia infirma ingår i släktet Eunidia och familjen långhorningar.
Artens utbredningsområde är:
- Djibouti.
- Kenya.

Inga underarter finns listade i Catalogue of Life.